# Dictyoconella
Dictyoconella es un género de foraminífero bentónico de la subfamilia Dictyoconinae, de la familia Orbitolinidae, de la superfamilia Orbitolinoidea, del suborden Orbitolinina y del orden Loftusiida. Su especie tipo es Dictyoconella complanata. Su rango cronoestratigráfico abarca desde el Cenomaniense superior hasta el Maastrichtiense (Cretácico superior).

## Discusión
Clasificaciones previas incluían Dictyoconella en el suborden Textulariina del orden Textulariida o en el orden Lituolida.

## Clasificación
Dictyoconella incluye a la siguiente especie:
- Dictyoconella complanata †